# سیگوین/اکس

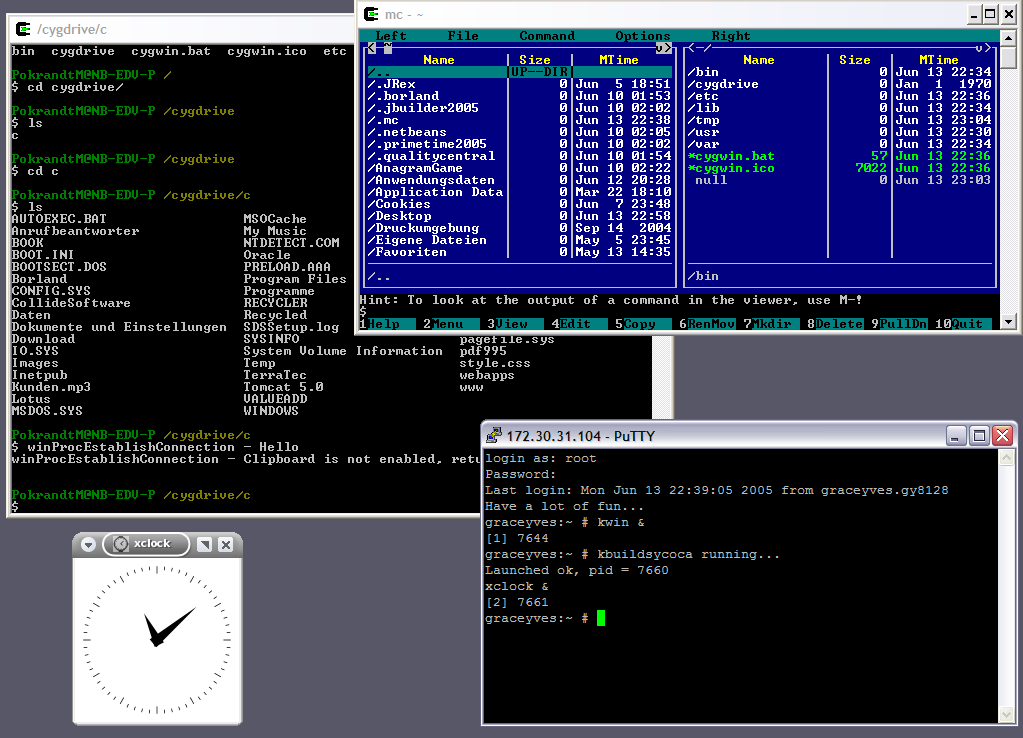
نرم افزار سیگوین/اکس

سیگوین/اکس (به انگلیسی: Cygwin/X) یک پیاده‌سازی از سامانه پنجره اکس برای سیستم‌عامل مایکروسافت ویندوز است. این برنامه بخشی از پروژه سیگوین است و با استفاده از نصاب سیستمی استاندارد سیگوین نصب می‌شود. سیگوین/اکس در اصل مبتنی بر اکس‌فری۸۶ بود اما بعدها به سرور اکس. ارگ مهاجرت کرد، چرا که پروانه جدید اکس‌فری۸۶ با جی‌پی‌ال سازگار نبود. سیگوین/اکس یک نرم‌افزار آزاد است و تحت پروانه ام‌آی‌تی منتشر می‌شود. پس از یک توقف طولانی مدت در روند توسعه این برنامه که بعد از انتشار نسخه‌ای در ۸ ژوئیه ۲۰۰۵ اتفاق افتاد بود، توسعه‌دهندگان بار دیگر پروژه را احیا کردند و نسخه‌ای را بر اساس اکس. ارگ ۷٫۴ در تاریخ ۱۲ نوامبر ۲۰۰۸ ارائه کردند.